# آمپستا
آمپستا (به اسپانیایی: Amposta) یک شهرستان در اسپانیا است که در استان تاراگونا واقع شده‌است.

## خصوصیات
آمپستا ۱۳۶٫۲ کیلومترمربع مساحت و ۲۱٬۳۶۵ نفر جمعیت دارد و ۸ متر بالاتر از سطح دریا واقع شده‌است.